# 生嶋亮介
生嶋 亮介（しょうじま りょうすけ、1954年（昭和29年）11月3日 -  ）は、日本の元警察官、政治家。福岡県副知事。

## 来歴
福岡県出身。1978年西南学院大学商学部を卒業。元福岡県警察総務部長。県警察出身の副知事は初。

## 略歴
- 1978年3月　西南学院大学商学部卒業
- 1978年4月　福岡県警察官採用
- 2000年8月　
  - 警視昇任
  - 博多警察署刑事管理官
- 2002年3月　福岡県警察本部総務部会計課管理官
- 2004年3月　福岡県警察本部総務部会計課次席
- 2005年3月　福岡県警察本部刑事部鑑識課長
- 2006年8月　筑後警察署長
- 2008年3月　福岡県警察本部総務部会計課長
- 2009年9月　
  - 警視正昇任
  - 福岡県警察本部警務課長
- 2011年3月　早良警察署長
- 2012年2月　福岡県警察本部刑事部長
- 2013年10月 警視長任
- 2014年3月　福岡県警察本部総務部長
- 2015年3月　福岡県警察官退職
- 2015年4月　野村證券株式会社参与
- 2020年4月　株式会社九電工社長室部長
- 2021年4月　福岡県副知事就任[1]